# Dream a Little Dream 2
Dream a Little Dream 2 é um filme americano, do gênero comédia, dirigido por James Lemmo. Lançado em 1995 diretamente em vídeo, foi protagonizado por Corey Feldman, Corey Haim, Robyn Lively e Stacie Randall.